# Leeuw van Idstedt

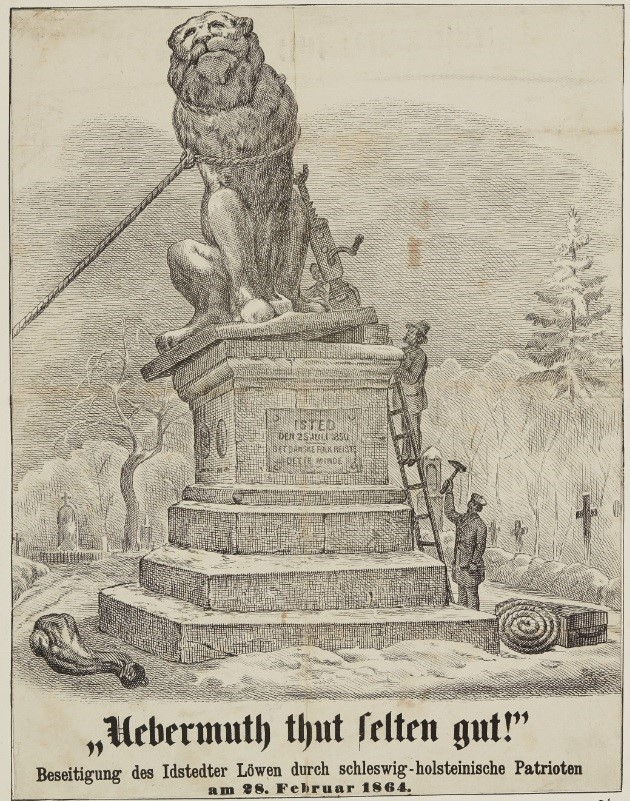
Een prent van het neerhalen van de Leeuw van Idstedt, met de staart liggend op de grond, 1864.

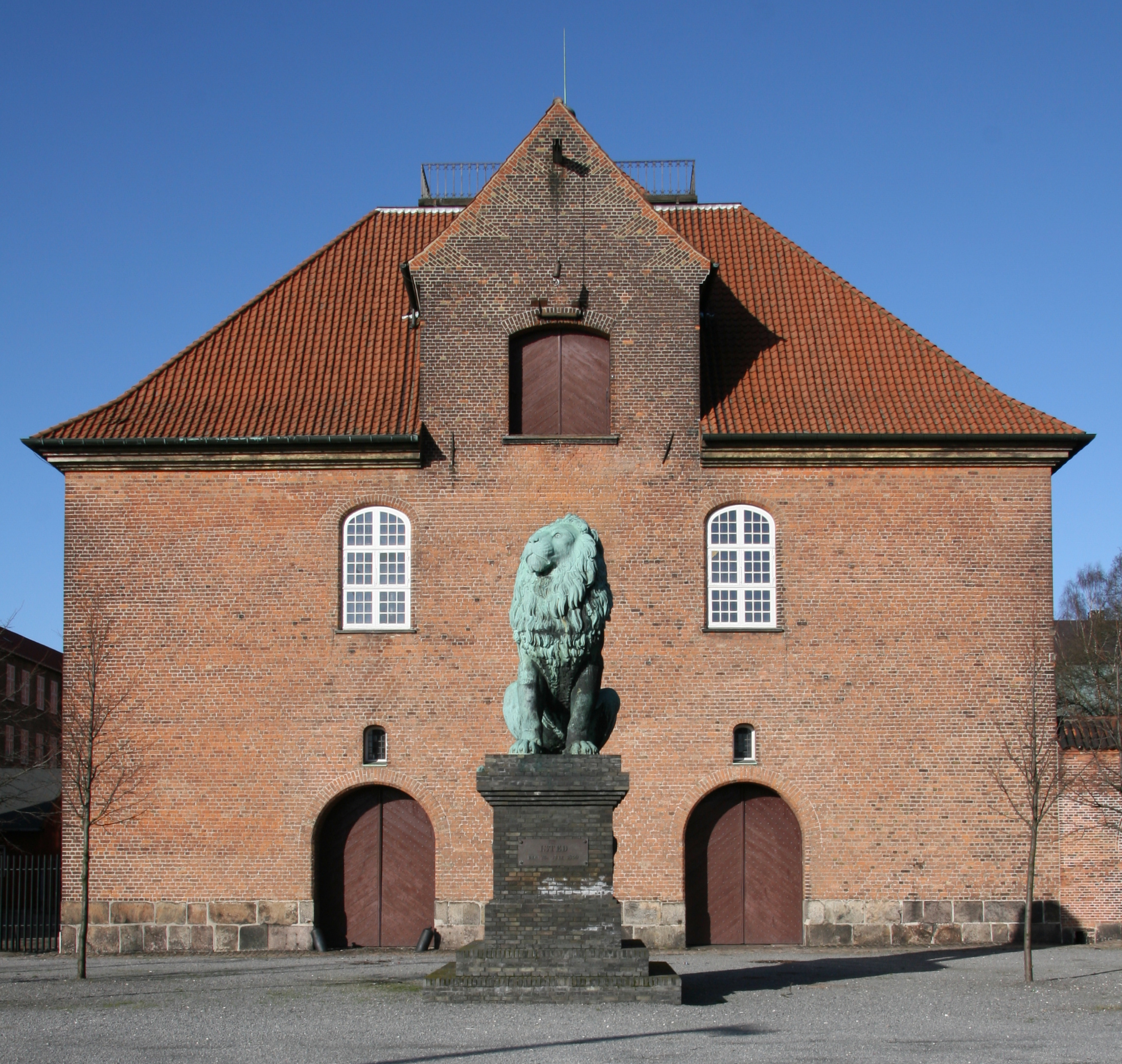
De Leeuw van Idstedt voor het Oorlogsmuseum in Kopenhagen, 2007.

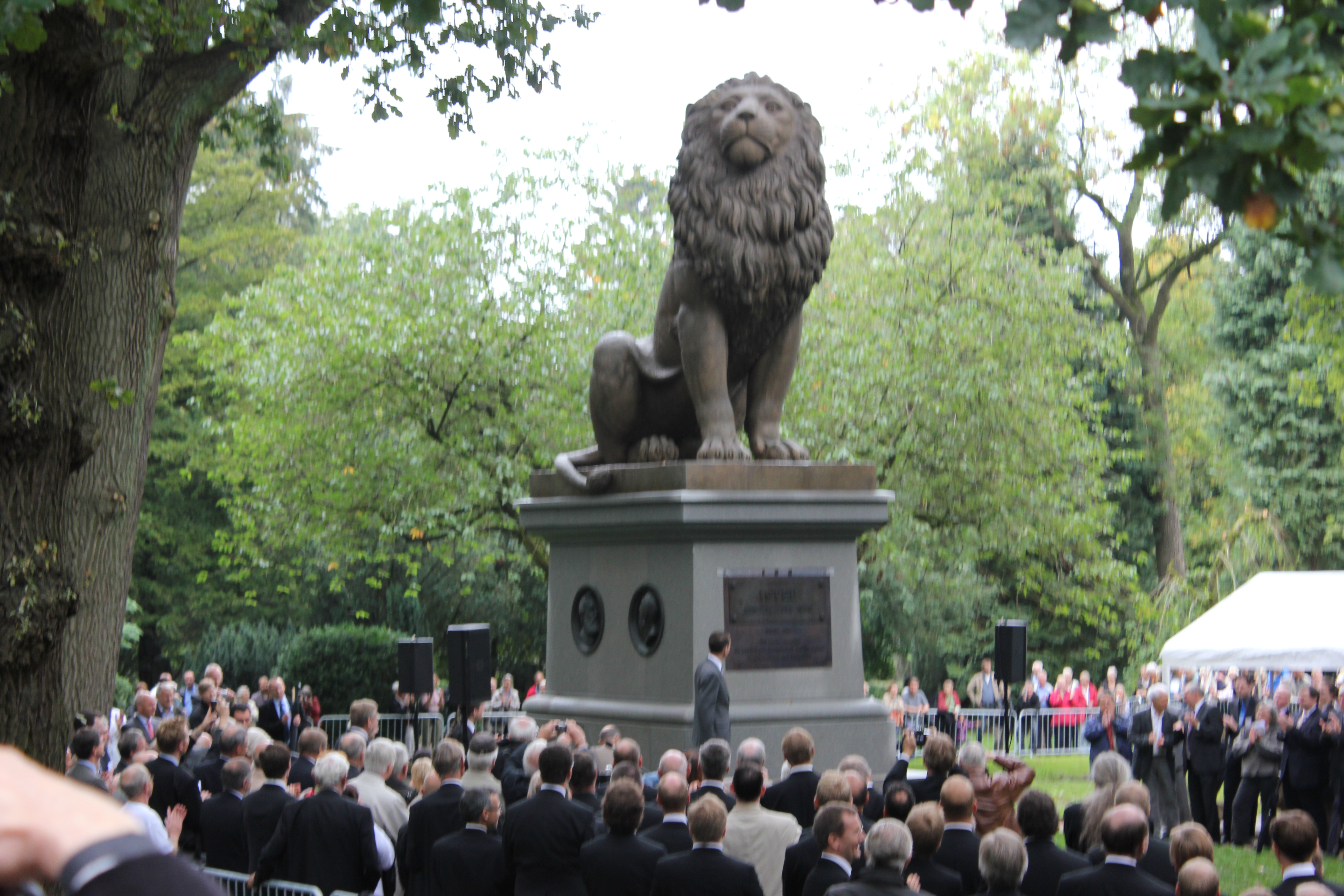
Prins Joachim van Denemarken bij de onthulling van de Leeuw van Idstedt in Flensburg, 2011.

De Leeuw van Idstedt (Deens: Istedløven; Duits: Idstedt-Löwe) is een Deens oorlogsmonument dat oorspronkelijk bedoeld was als een monument van de Deense overwinning op de Duits gezinde opstandelingen van Sleeswijk-Holstein in de Slag om Isted (Idstedt) op 25 juli 1850. De Eerste Sleeswijkoorlog, een burgeroorlog binnen het Deense koninkrijk, was in die tijd de grootste slag in de Scandinavische geschiedenis. Anderen zagen het standbeeld meer als een gedenkteken voor de Deense doden in de strijd.
Oorspronkelijk werd het monument geplaatst in Flensburg, dat destijds onder Denemarken viel. Na de Pruisische veroveringen in de Tweede Duits-Deense Oorlog van 1864 werd het door de Pruisische autoriteiten overgebracht naar Berlijn, waar het tot 1945 bleef. Het werd teruggegeven aan Denemarken als een geschenk van het Amerikaanse leger en werd geplaatst aan de Søren Kierkegaards Plads in Kopenhagen. In september 2011 werd het weer teruggegeven aan Flensburg.

## Flensburg
Na de Deense overwinning op Sleeswijk-Holstein in de eerste oorlog kreeg de Deense beeldhouwer Herman Wilhelm Bissen de opdracht om een monument te maken voor de gewone Deense soldaat. Dit monument, Landsoldaten ('de Voetsoldaat') geheten, werd in 1858 in Fredericia onthuld. Hierna werd besloten een monument ter herdenking van de Slag bij Isted te realiseren. Ook deze zou door Bissen gemaakt worden.
De leeuw is afgeleid van de wapens van Denemarken en Sleeswijk die respectievelijk drie en twee blauwe leeuwen bevatten. Om een perfect beeld van een leeuw te creëren, reisde Bissen naar Parijs om een leeuw in de Jardin des Plantes te bestuderen en creëerde hij een levensgroot model voordat hij terugkeerde naar Denemarken. Bissen voltooide zijn eerste gipsmodel in 1860, en het bronzen afgietsel werd voltooid in juni 1862.
De sokkel was versierd met vier ronde metalen reliëfs met afbeeldingen van vier Deense officieren uit de oorlog: generaals Gerhard Christoph von Krogh en Friderich Adolph Schleppegrell en kolonels Hans Helgesen en Frederik Læssøe. Het voltooide monument was ongeveer vier meter hoog en droeg het volgende opschrift: "Isted den 25. Juli 1850. Det danske Folk reiste dette Minde", oftewel "Isted, 25 juli 1850. Het Deense volk heeft dit monument neergezet".
Het standbeeld werd op 25 juli 1862, de 12e verjaardag van de slag, onthuld. Onder meer de Deense sprookjesschrijver Hans Christian Andersen woonde de ceremonie bij.
Ten tijde van de plaatsing had Flensburg een pro-Deense meerderheid. Desalniettemin werd het monument als een provocatie gezien, ook vanwege de beslissing de leeuw naar het zuiden te laten kijken.

## Berlijn
In 1864 keerde de oorlog terug naar de regio. In de vredesregeling die volgde gaf Denemarken zowel Sleeswijk als Holstein over, waardoor het monument zich aan de Duitse kant van de nieuwe grens bevond. Hierna probeerden Duitse nationalisten het monument te vernietigen. Ze slaagden erin de staart en een deel van de rug te beschadigen, maar door de tussenkomst van de Duitse autoriteiten slaagden de nationalisten er niet in het beeld volledig te slopen. De premier van Pruisen, Otto von Bismarck, liet het monument verwijderen en onderdelen ervan werden opgeslagen. In 1867 werden de leeuw en de vier reliëfs op bevel van Friedrich von Wrangel naar Berlijn verplaatst.
De opnieuw samengestelde leeuw werd op 9 februari 1868 geplaatst in het Zeughaus in Berlijn. Nadat het arsenaal in 1875 tot militair museum was getransformeerd, werd de leeuw vervoerd naar de Cadettenacademie in Lichterfelde, waar het meer dan 60 jaar bleef staan.

## Kopenhagen
Na de nederlaag van nazi-Duitsland in de Tweede Wereldoorlog herontdekte een correspondent van de Deense krant Politiken het monument in Berlijn. Hij benaderde vervolgens het Amerikaanse leger over een mogelijke terugkeer van het standbeeld. De kwestie bereikte uiteindelijk het bureau van generaal Dwight D. Eisenhower, de opperbevelhebber van de geallieerde strijdkrachten in Europa, die in een officieel verzoek eiste dat de teruggave van het monument mogelijk zou worden gemaakt.
In de herfst van 1945 waren de papieren rond. Een Amerikaans legerkonvooi koerste naar Kopenhagen, waar het op 5 oktober arriveerde. Op 20 oktober werd de leeuw officieel aangeboden aan koning Christian X. Als tussenoplossing werd de leeuw geplaatst op een binnenplaats aan de achterzijde van het huidige Oorlogsmuseum.
De houten sokkel die het na de teruggave had gekregen, werd in 1999-2000 vervangen door een grotere stenen variant. Het eindresultaat werd onthuld op 25 juli 2000, de 150ste verjaardag van de slag. Elsebeth Gerner Nielsen, de Deense minister van Cultuur die het standbeeld onthulde, sprak in haar toespraak de wens uit om het beeld terug te geven aan Flensburg. Ze had al eerder, op 20 november 1998, verklaard dat dit de wens was van de Deense minderheid van die stad.

## Terugkeer naar Flensburg
Op verzoek van de gemeenteraad van Flensburg besloot de Deense regering om het monument terug te brengen. Dit gebeurde op 10 september 2011. Het werd geplaatst op de militaire begraafplaats. De ceremonie werd bijgewoond door prins Joachim van Denemarken.